# Trampen nach Norden
Trampen nach Norden ist ein deutscher Jugendfilm von Wolfgang Hübner aus dem Jahr 1977.

## Handlung
Der Jugendliche Gunnar will für seinen älteren Bruder, der Matrose ist, den Seesack von Berlin nach Rostock bringen, damit der Bruder noch einen Tag bei seiner Freundin in Zerbst verbringen kann. Gunnar entschließt sich, die Strecke zu trampen; in zwei Tagen muss er in Rostock sein. Die erste Strecke wird er von einem Professor im Ruhestand auf seinem Motorrad mitgenommen. Während der Fahrt steigt auch die 13-jährige Teresa zu, die den Zug nach Altkirch ins Ferienlager verpasst hat. Gunnar ist nicht begeistert, nach Norden mit einem Mädchen zu trampen, zumal die jüngere Teresa sich als klüger als er entpuppt. Gunnar versucht bald, durch mutige Aktionen ihre Achtung zu gewinnen. Bei einem Abstecher an einen Badesee springt er vom Fünfmeterturm, doch lachen alle über ihn, als er einen Bauchklatscher hinlegt. Auch beim anschließenden Boxkampf versagt Gunnar aufgrund mangelnder Technik.
Zurück auf der Straße, werden beide von einem Pastor mitgenommen, der Gunnars Vorurteile über die Kirche sanft, aber bestimmt auflöst. Beide Jugendliche reagieren betroffen, als sie erfahren, dass der Pastor unterwegs ist, um einem Sterbenden in seinen letzten Stunden beizustehen. Vom Dorf, zu dem sie mitgenommen wurden, machen sich beide auf den weiteren Weg nach Norden. Auf einer Wiese glauben sie, einen Toten zu sehen, der sich als der schlafende Schauspieler Herr Tatze entpuppt. Teresa ist begeistert, hat sie ihn doch schon mehrfach im Theater gesehen. Herr Tatze hat einen Platten, und Gunnar macht sich mit einem Fernfahrer, der gehalten hat, daran, das Rad zu wechseln. Herr Tatze unterhält derweil Teresa mit Rezitationen und fährt später mit ihr zusammen weiter. Gunnar bleibt mit dem Fernfahrer zurück. Beide unterhalten sich über Frauen, bis Gunnar von Soldaten mitgenommen wird. Auf seinem weiteren Weg trifft Gunnar auf Herrn Hurtig, dessen Mercedes er bewundert. Hurtig verspricht, ihn nach Rostock zu fahren, will jedoch vorher mit Gunnars Hilfe die alte Frau Busenius bestehlen. Gunnar verständigt den ABV, und Herr Hurtig wird festgenommen. Auf seinem weiteren Weg wird Gunnar von einer Radfahrergruppe aus Thüringen mitgenommen und trifft schließlich Teresa wieder. Mit ihr will er nun den Weg nach Norden bis zum Ende gehen. Beide übernachten am Abend in einem großen Heuhaufen, wo weit vor Morgengrauen plötzlich eine Gruppe Erntehelfer erscheint. Deren Sprecherin Lucie bringt schließlich den Motorradfahrer Eberhard dazu, Teresa und Gunnar nach Altkirch zu fahren. Teresa erreicht rechtzeitig das Ferienlager. Gunnar wiederum braucht nun nur noch eine Stunde Fußweg bis nach Rostock. Als Eberhard abgefahren ist, bemerkt Gunnar jedoch, dass der Seesack noch beim Heuhaufen steht. Er macht sich zu Fuß auf den Weg zurück.

## Produktion
Trampen nach Norden beruht lose auf dem gleichnamigen Roman von Gerhard Holtz-Baumert. Der Film wurde 1977 von der DEFA im Auftrag des Fernsehens der DDR gedreht. Die Kostüme schufen Marianne Schmidt und Lieselotte Seiffert, die Filmbauten stammten von Erich Krüllke und Hans-Jürgen Deponte. Der Film wurde am 26. Dezember 1977 erstmals auf DDR 1 im Fernsehen der DDR gezeigt. Er gehört zu den wenigen DEFA-Fernsehfilmen, die auch im Kino anliefen: Kinostart war am 1. Juni 1979. Icestorm veröffentlichte den Film im Juli 2013 auf DVD.

## Kritik
Die Freie Presse lobte den Film als ein Werk „voller schöner Beobachtungen, in dem sich ein neues Lebensgefühl mal laut, mal leise und immer mit schöner, heiterer Selbstverständlichkeit artikuliert.“ Für den film-dienst war Trampen nach Norden ein „Fernsehfilm für jugendliches Publikum“.

## Auszeichnung
Auf dem Kinderfilmfestival Goldener Spatz 1979 in Gera erhielt Trampen nach Norden den Sonderpreis des Ministeriums für Volksbildung.